# Casa da Mulher Brasileira

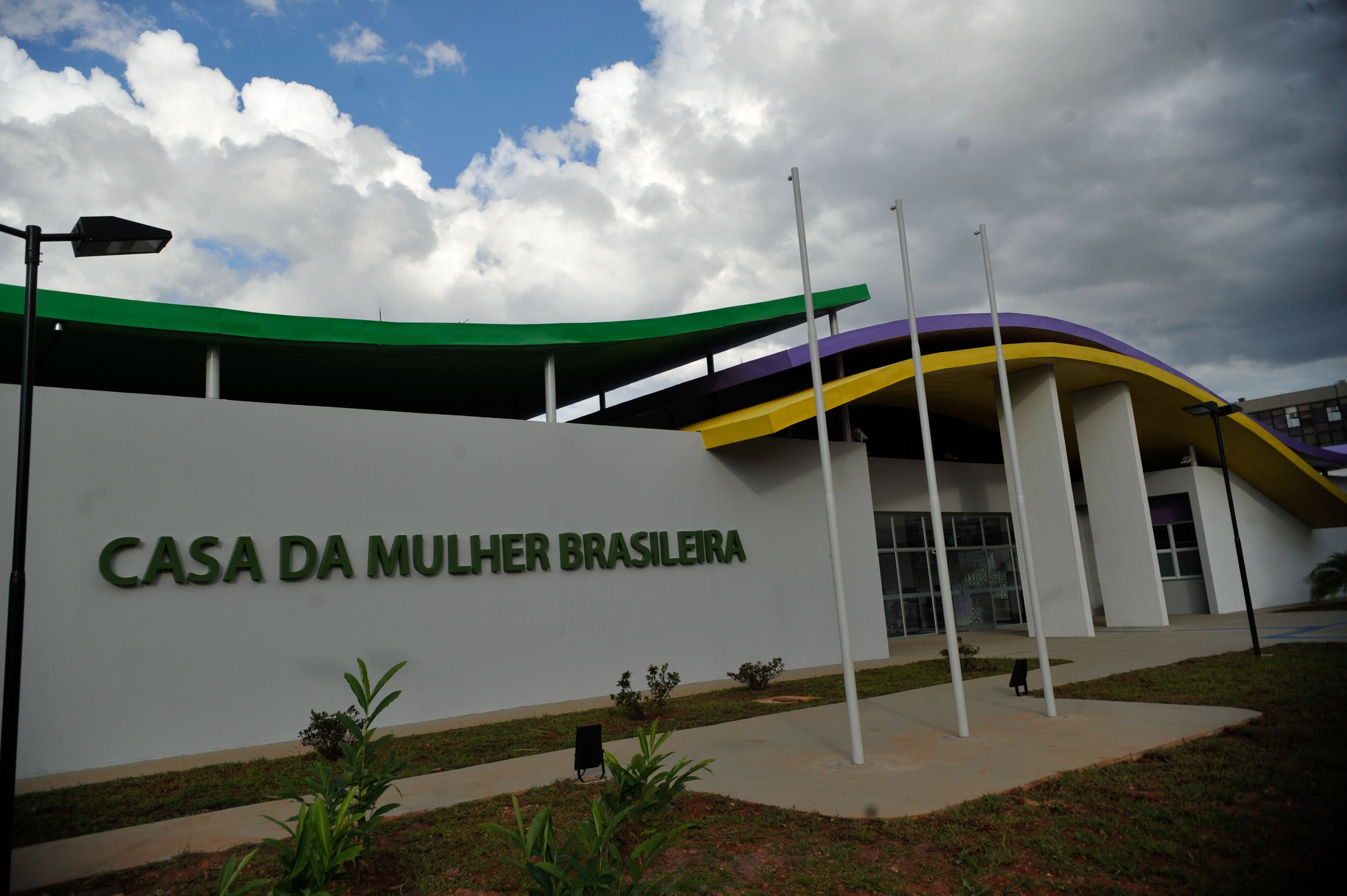
Casa da Mulher Brasileira, em Brasília

A Casa da Mulher Brasileira é um centro de atendimento humanizado e especializado no atendimento à mulher em situação de violência doméstica, reunindo em um mesmo espaço (1) Juizado Especial voltado para o atendimento a mulher; (2) Núcleo Especializado da Promotoria, (3) Núcleo Especializado da Defensoria Pública, (4) Delegacia Especializada no Atendimento a Mulher, (5) Alojamento de passagem, (6) Brinquedoteca, (7) Apoio psicossocial, e (8) Capacitação para a sua autonomia econômica. Se trata da principal ação do Programa Mulher, Viver sem Violência lançado em 2013 pela então Secretaria Nacional de Políticas para as Mulheres da Presidência da República (SPM-PR) e retomado em 2023 pelo Ministério das Mulheres.

## História
A primeira unidade foi inaugurada pela ex-presidente Dilma Roussef em 2015, em Campo Grande (Mato Grosso do Sul). Seguiram-se casas em Brasília, Curitiba e São Luís. Casa da Mulher Brasileira começa a funcionar em Curitiba.  
Atualmente, existem 10 unidades da Casa da Mulher Brasileira em funcionamento, sendo elas as unidades de Campo Grande/MS, Fortaleza/CE, Ceilândia/DF, Curitiba/PR, São Luís/MA, Boa Vista/RR, São Paulo/SP, Salvador/BA, Teresina/PI e Ananindeua/PA.

## Gestão
Com gestão compartilhada entre a União, os Estados e os municípios, a Casa oferece serviços especializados para vítimas de de violência, com apoio de psicólogos, assistentes sociais, defensores públicos e outros profissionais.

## Competências funcionais
De acordo com a com a página oficial da pasta e com cartilha do programa a Casa da Mulher Brasileira tem as seguintes atuações integradas:
- Acolhimento e triagem: O serviço da equipe de acolhimento e triagem é a porta de entrada da Casa da Mulher Brasileira. Forma um laço de confiança, agiliza o encaminhamento e inicia os atendimentos prestados pelos outros serviços da Casa, ou pelos demais serviços da rede, quando necessário;
- Apoio psicossocial: A equipe multidisciplinar presta atendimento psicossocial continuado e dá suporte aos demais serviços da Casa. Auxilia a superar o impacto da violência sofrida; e a resgatar a autoestima, autonomia e cidadania;
- Delegacia: Delegacia Especializada de Atendimento à Mulher (Deam) é a unidade da Polícia Civil para ações de prevenção, proteção e investigação dos crimes de violência doméstica e sexual, entre outros;
- Juizado e ou vara especializada: Os juizados/varas especializados de Violência Doméstica e Familiar contra a Mulher são órgãos da Justiça responsáveis por processar, julgar e executar as causas resultantes de violência doméstica e familiar, conforme previsto na Lei Maria da Penha.
- Ministério público: A Promotoria Especializada do Ministério Público promove a ação penal nos crimes de violência contra as mulheres. Atua também na fiscalização dos serviços da rede de atendimento;
- Defensoria pública: O Núcleo Especializado da Defensoria Pública orienta as mulheres sobre seus direitos, presta assistência jurídica e acompanha todas as etapas do processo judicial, de natureza cível ou criminal;
- Promoção da autonomia econômica: Esse serviço é uma das “portas de saída” da situação de violência para as mulheres que buscam sua autonomia econômica, por meio de educação financeira, qualificação profissional e de inserção no mercado de trabalho.  As mulheres sem condições de sustento próprio e/ou de seus filhos podem solicitar sua inclusão em programas de assistência e de inclusão social dos governos federal, estadual e municipal;
- Central de transportes:Possibilita o deslocamento de mulheres atendidas na Casa da Mulher Brasileira para os demais serviços da Rede de Atendimento: saúde, rede socioassistencial (CRAS e CREAS), medicina legal e abrigamento, entre outros;
- Brinquedoteca: Acolhe crianças de 0 a 12 anos de idade, que acompanhem as mulheres, enquanto estas aguardam o atendimento;
- Alojamento de passagem: Espaço de abrigamento temporário de curta duração (até 24h) para mulheres em situação de violência, acompanhadas ou não de seus filhos, que corram risco iminente de morte;
- Saúde:Os serviços de saúde atendem as mulheres em situação de violência. Nos casos de violência sexual, a contracepção de emergência e a prevenção de doenças sexualmente transmissíveis/aids devem ocorrer em até 72h. Além do atendimento de urgência, os serviços de saúde também oferecem acompanhamento médico e psicossocial.